# Jane Manning
Pour les articles homonymes, voir Manning.
Jane Marian Manning, née le 20 septembre 1938 à Norwich dans le comté de Norfolk en Angleterre et morte le 31 mars 2021, est une soprano britannique de concert et d'opéra, écrivaine sur la musique. Elle est officière de l’Ordre de l'Empire britannique,,.

## Formation
Manning est la fille de Gerald Manville Manning et Lily Manning (née Thompson) et a fait ses études au Norwich High School for Girls. Elle est diplômée de la Royal Academy of Music en 1958 et de la Scuola di Canto de Cureglia en Suisse. Elle a été promue à l'ARCM de la Royal Academy of Music en 1962.

## Carrière
Jane Manning débute à Londres en 1964 et fait sa première émission à la BBC en 1965. Elle chante pour la première fois lors des Proms de 1972. Elle fonde son propre ensemble, appelé Jane's Minstrels, en 1988 et est considérée comme l'une des meilleures interprètes du Pierrot Lunaire d'Arnold Schönberg notamment dans la version dirigée par Peter Maxwell Davies,. Elle chante dans des salles de concert et des festivals à travers l'Europe et en tournée régulièrement en Australie, en Nouvelle-Zélande et aux États-Unis depuis la fin des années 1970 avec plus de 350 prestations. En 1986, elle est l'autrice d'un important livre intitulé New Vocal Repertory en deux volumes. Plusieurs compositeurs de premier plan ont composé de nouvelles œuvres pour Manning comme Harrison Birtwistle, James MacMillan et Colin Matthews. Elle a passé commande de King Harald's Saga (Grand opéra) à Judith Weir en 1979. L'œuvre chorale de Richard Rodney Bennett, Spells, a été écrite pour elle, tout comme La Reine des neiges de Matthew King (1992). Ses premières incluent le rôle de Max dans l'opéra d'Oliver Knussen, Where the Wild Things Are (1980). Elle est professeure à la Guildhall School of Music and Drama et le fut au Royal College of Music (1995-), à l'université de Keele (1996-2002) et à l'université de Kingston (2004-2009). Elle est artiste invitée à l'université du Manitoba en 1992 et professeure invitée, Mills College, Oakland entre 1981 et 1986.

## Honneurs
Liste non exhaustive de ses récompenses, :
- Prix du Royal Academy of Music, 1972.
- Prix de l'Académie britannique des auteurs-compositeurs, 1973.
- Fellow - Royal Academy of Music, 1984.
- Officière de l'Ordre de l'Empire britannique, 1990.
- Membre du Royal College of Music, 1998.
- Docteure honoris causa, Université de York, 1988.
- Docteure honoris causa en musique, Université de Keele, 2004.
- Docteure honoris causa en musique, Université de Durham, 2007.
- Prix Gold Badge, BASCA, 2013.

## Vie privée
En 1966, elle épouse le compositeur Anthony Payne, mais elle n'utilise pas son nom d’épouse professionnellement,.